# Квалификације за Светско првенство за жене 2007. (плеј-оф АФК–Конкакаф)
Плеј-оф утакмица АФК–Конкакаф у квалификационом такмичењу за Светско првенство у фудбалу за жене 2007. био је двомеч код куће и у гостима који је одредио једно место на финалном турниру који се одржао у Кини. У плеј-офу су учествовали четвртопласирани тим из АФК-а, Јапан, и трећепласирани тим из Конкакафа, Мексико.

## Квалификовани тимови
| Конфедерација | Позиција                                              | Екипа   |
| ------------- | ----------------------------------------------------- | ------- |
| АФК           | АФК Куп Азије у фудбалу за жене 2006. 4. место        | Јапан   |
| Конкакаф      | Конкакафов шампионат у фудбалу за жене 2006. 3. место | Мексико |

## Плеј−оф
Жребање је одржано у хотелу Вестин у Токију, Јапан 15. децембра 2006. године.
| Тим #1 | рез.  | Тим #2  | прва утакмица | друга утакмица |
| ------ | ----- | ------- | ------------- | -------------- |
| Јапан  | 3 : 2 | Мексико | 2 : 0         | 1 : 2          |

## Утакмица
| Јапан                              | 2 : 0    | Мексико |
| ---------------------------------- | -------- | ------- |
| - Хомаре Сава 37’ - Аја Мијама 69’ | Извештај |         |

| Мексико                                          | 2 : 1    | Јапан               |
| ------------------------------------------------ | -------- | ------------------- |
| - Фатима Лејва 18’ (пен.) - Марибел Домингез 29’ | Извештај | - Ерико Аракава 12’ |

Јапан је победио укупним резултатом 3 : 2 и квалификовао се за Светско првенство у фудбалу за жене 2007..

## Голгетерке
Укупно је постигнуто  5 голова у 2 утакмица, с просеком од 2.5 гола по утакмици.
1 гол
- Ерико Аракава
- Аја Мијама
- Хомаре Сава
- Марибел Домингез
- Фатима Лејва